# Таврійська сільська територіальна громада
Таврійська сільська територіальна громада — територіальна громада в Україні, в Запорізькому районі Запорізької області. Адміністративний центр — село Таврійське.
Площа громади — 184,30 км², населення — 4303 мешканці (2020).
Утворена 28 липня 2016 року шляхом об'єднання Таврійської та Юрківської сільських рад Оріхівського району.

## Населені пункти
До складу громади входять три села — Таврійське (населення на 01.01.2015 — 2847 осіб), Юрківка (1438 осіб) та Любимівка (80 осіб)